# كلاريشي دي ميديشي
كلاريشي دي ميديشي (فلورنسا، 1493 - فلورنسا، 3 مايو 1528) ابنة بييرو الثاني وألفونسينا أورسيني و شقيقة لورينزو دوق أوربينو .